# 韩涛 (导演)
韩涛（1979年2月16日—），中国电影导演、編輯及製片人，亦涉足油画、版画、展览策划等领域。

## 生平
1979年出生于山东莱芜，2016年執導的影片《狼》获得了第49届休斯敦国际电影节剧情类最佳实验电影奖。

## 猥亵争议
2020年9月27日晚，微博名为“昔央”的作家发帖称，25日晚在韩涛美术馆的宴席中，韩涛两次以敬酒的名义对其实施猥亵。26日上午，昔央要求韩涛就其猥亵行为进行公开道歉，韩涛于私下沟通中道歉，并提议一同查看美术馆监控录像，后又拒绝昔央一同前往美术馆查看监控录像的要求，并否认对其实施了猥亵行为。27日上午，昔央报警，并于新浪微博展示盖有济南市公安局雪野旅游区分局雪野派出所公章的受案回执，在派出所警察陪同下查看了监控录像。10月5日，韩涛发表声明予以回应，否认猥亵，表示他与昔央之间因过往合同而存在经济纠纷是此次事件的起因。10月9日，韩涛接受腾讯独家采访，承认在事实层面上对昔央进行了接待礼仪性质的搂抱亲吻，但坚决否认有亲耳朵、伸舌头等猥亵行为，并表示无法公开监控录像是由于在征求当晚所有宾客同意时，部分宾客不愿公开。但另有宾客在接受腾讯采访时表示，从未收到过韩涛征求公开监控录像同意的消息。10月29日晚，昔央于新浪微博、豆瓣网展示盖有济南市公安局雪野旅游区分局公章的行政处罚决定书，决定书内容显示根据多方证据证实韩涛猥亵的违法行为成立，依法给予韩涛行政拘留十日的行政处罚，执行日期为2020年10月26日至2020年11月5日。昔央向澎湃新闻表示，在等待警方调查结果期间，她与家人还遭遇了网络暴力。根据韩涛的微信朋友圈截图显示，拘留十日的行政处罚并未如期执行。
2021年1月11日，中国新闻周刊进行跟踪报道，并采访当事人昔央，证实济南市公安局雪野旅游区分局虽经调查确认猥亵事实成立并出具了书面的行政处罚决定书，但未对韩涛进行拘留处罚，也未进行其他解释，而记者多次联系山东济南莱芜公安局未果。
2021年10月20日，昔央起诉韩濤性骚扰损害责任纠纷一案开庭。10月22日，昔央诉韩濤网络名誉侵权一案开庭。